# Železniška vojna v Belorusiji (2022)
Železniška vojna v Belorusiji je ena od beloruskih oblik množičnega delovanja proti ruski invaziji na Ukrajino leta 2022.
Konec februarja 2022 so se v medijih pojavila prva poročila o sabotažah na beloruskih železnicah z namenom onemogočanja opreme za nadzor signalizacije in prevoza vojaškega materiala po železnici za vojaške operacije na ozemlju Ukrajine.

## Dejanja
V treh beloruskih regijah je bila uničena signalna oprema, železniške proge so bile blokirane. Zaradi teh operacij je bilo moteno delo več prog beloruske železnice. Od takrat so sabotaže postale množične, sabotaže pa so bile storjene na številnih železniških progah v južnih regijah Belorusije. Po podatkih beloruskega notranjega ministrstva se je od 12. aprila na beloruskih železnicah zgodilo približno 80 sabotaž. Najpogostejša oblika poškodbe je zažig signalne opreme. To moti luči na železniškem sistemu, zaradi česar vlaki upočasnijo na hitrost od 20 do 15 km/h. Zakonski par je zažgal vojaško opremo, ki so jo hranile železnice. Druga dejanja sabotaže so vključevala same železniške delavce in hekerje, ki so napadali računalniške sisteme. Namestnik beloruskega notranjega ministra je v izjavi v začetku marca grozil s smrtjo posameznikom, ki bi taka dejanja izvrševali. Konec marca so streljali na ljudi, ki so poskušali zažgati signalno omarico. Konec aprila je spodnji dom parlamenta sprejel predlog zakona o uporabi smrtne kazni za sabotažo.
Dejanja opozicije so močno pomagala Ukrajini pri premagovanju ruske kijevske ofenzive. 